# Museo de la Academia General Militar
El Museo de la Academia General Militar se encuentra ubicado en el interior de la Academia General Militar de Zaragoza.
El museo fue abierto en 1964 y recoge recuerdos de los Antiguos Colegios Militares y Academias Generales así como una exposición de uniformes militares de la Academia y de otras Academias extranjeras, siendo el único que recoge una colección de este tipo en España. También se pueden contemplar en el mismo armas ligeras y pesadas, banderas y diversa documentación relacionada con la Academia.
El Museo comprende varias salas:
- Sala de la Enseñanza.
- Sala de los Recuerdos.
- Sala de miniaturas Príncipe de Asturias.
- Sala de los Caballeros Laureados.
- Sala de Armas.
- Sala de Los Sitios.
- Sala de los Fallecidos.